# Olivier Boivin
Olivier Boivin (Saint-Brieuc, 6 de junio de 1965) es un deportista francés que compitió en piragüismo en la modalidad de aguas tranquilas.
Participó en los Juegos Olímpicos de Barcelona 1992, obteniendo una medalla de bronce en la prueba de C2 1000 m. Ganó siete medallas en el Campeonato Mundial de Piragüismo entre los años 1989 y 1995.

## Palmarés internacional
| Juegos Olímpicos   | Juegos Olímpicos          | Juegos Olímpicos  | Juegos Olímpicos |
| Año                | Lugar                     | Medalla           | Evento           |
| ------------------ | ------------------------- | ----------------- | ---------------- |
| 1992               | Barcelona (España)        | Medalla de bronce | C2 1000 m        |
| Campeonato Mundial |                           |                   |                  |
| Año                | Lugar                     | Medalla           | Evento           |
| 1989               | Plovdiv (Bulgaria)        | Medalla de plata  | C2 1000 m        |
| 1989               | Plovdiv (Bulgaria)        | Medalla de plata  | C2 10 000 m      |
| 1991               | París (Francia)           | Medalla de bronce | C2 500 m         |
| 1991               | París (Francia)           | Medalla de plata  | C2 1000 m        |
| 1993               | Copenhague (Dinamarca)    | Medalla de plata  | C2 1000 m        |
| 1994               | Ciudad de México (México) | Medalla de bronce | C2 200 m         |
| 1995               | Duisburgo (Alemania)      | Medalla de bronce | C4 200 m         |